# ジウスドラ
ジウスドラ (古バビロニア語:𒍣𒌓𒋤𒁺、ローマ字表記:Ṣíusudrá [ṣi₂-u₄-sud-ra₂]、新アッシリア語:𒍣𒋤𒁕、ローマ字表記:Ṣísudda、古代ギリシア語:Ξίσουθρος、ローマ字表記:Xísouthros)は紀元前2900年ごろのシュルッパク の人物。WB62改訂版シュメール王名表に大洪水以前最後のシュメール王として記載されている。彼はエリドゥ創世記の英雄として記され、 ベロッソスの記録ではクシストロスとして登場している。
ジウスドラはアトラ・ハシース、ウトナピシュティム、聖書のノアなどが含まれる、近東における洪水神話の主人公の一人である。それぞれの物語は独自の特徴を有しているが、物語における主要な要素は二つ、三つ、あるいは四つのバージョンで共通している。

## 文学・考古学的根拠

### シュルッパクのジウスドラ王
WB62改訂版シュメール王名表では、シュルッパクのジウスドラ、もしくはジン・スドゥが大洪水以前最後のシュメール王として記載されている。記録によると彼は王とgudgu(清めや浄化を司る)司祭として10サール(3600年間)統治したとされているが、この数字は書記官の誤植と考えられる。この版のジウスドラは父親のウバラ・ツツ より統治権を継承された。ウバラ・ツツは10サールの間シュルッパク統治を行った。
ジウスドラに対する言及がある行は次の通りである。
やがて大洪水が押し寄せた。大洪水が全てを流し終えると、天から王権が下った。王権はキシュにあった。
キシュ市は初期王朝時代に繁栄した王朝である。これはシュルッパク(現テル・ファラ)、ウルク、キシュ、そして他の遺跡の堆積層により考古学的に証明された、川の洪水の直後にあたる。また、これらの遺跡は放射性炭素年代測定によって紀元前2900年のものと特定されている。シュルッパクの洪水層の真下の層からは初期王朝時代Ⅰの直前にあたる、ジェムデト・ナスル期(紀元前30世紀ごろ)の多彩色陶器が発見されている。マックス・マローワンは「ウェルド・ブランデル・プリズム(WB62)によると、シュメールのノアにあたるシュルッパク王ジウスドラは、災害が差し迫っているという警告を受けていたことが分かる。救世主としてのジウスドラの役割は、ギルガメシュ叙事詩において対応する人物であるウトナピシュティムに割り当てられた役割と一致している。碑文および考古学的な発見は、ジウスドラが位置を特定された歴史的都市における、先史時代の支配者であったという十分な根拠として信用できる」と記している。
ジウスドラがシュルッパク王であることはギルガメシュ叙事詩における第11の粘土板でも裏付けられている。この粘土板の23行目には「シュルッパクの男」という称号と共に、ウトナピシュティム(シュメール語のジウスドラをアッカド語に翻訳したもの)と記されている。

### シュメールにおける洪水神話
ジウスドラの物語はシュメール語で書かれた一枚の粘土板片によって知られている。ここに記された物語は文字の形式から紀元前17世紀(バビロン第1王朝)のものと年代が推定されている。これは1914年にアルノ・ポーベルにより出版された。粘土板の最初の部分では、人間や動物たちの創造、最初の都市であるエリドゥ、バド・ティビラ、ララク、シッパル、シュルッパクの建造について述べられている。粘土板の欠損部分からは、その後神々が人類を滅亡させるため洪水を起こしたということが分かる。エンキ神(冥界にある真水の海の支配者で、バビロニアのエア神に相当するシュメールの神)はシュルッパクのジウスドラに大きな船を作るように忠告する。しかし、船に関しての指示を説明するこの一節も欠損している。粘土板の記述が再開されると、洪水についての描写が記される。ひどい嵐が七日間にわたって続き、「大きな船は大海原に揺り動かされた」が、その後にウトゥ(太陽)が現れた。ジウスドラは窓を開けるとひれ伏し、牛と羊を生贄として捧げた。もう一度内容の欠損が見られ、テキストは再開する。すると洪水は明らかに終わっており、ジウスドラはアン(天)とエンリル(主の息吹)にひれ伏せている。アンとエンリルはジウスドラに「永遠の命」を与えると、彼をディルムンに住まわせることにした。この叙事詩の残りの部分は失われている。
ジウスドラ叙事詩は258から261行目にかけて他の版には見られない要素を追加している。洪水の後「ジウスドラ王は……彼らに太陽が昇る場所、KURディルムンに住まわされた」というものである。シュメール語におけるKURとは意味が曖昧な言葉である。サミュエル・ノア・クレイマーは「この言葉の主となる意味は『山』であり、記号としても山を表す象形文字を使用している、という事実によって証明されている。シュメール人にとって隣接している山岳地帯は常に脅威であったことから、「山」という意味から派生して「外国」という意味が成立した。KURは一般的に土地を意味する言葉にもなった」と述べている。この叙事詩の最後の文章は「渡っていく山、ディルムンの山、太陽が昇る場所」と翻訳することが出来る。
クレイマーが紀元前2600年ごろのものと推定したシュメールの文書、シュルッパクの教訓では、後の版でジウスドラについて言及されている。クレイマーは「紀元前三千年紀中ごろまでには、ジウスドラは文学における伝統の中で尊敬される人物になっていた」とも述べている。

### クシストロス
クシストロス(Ξίσουθρος)はシュメールのジウスドラをヘレニズム化させたものであり、バビロンにおけるバアルの司祭、ベロッソスの記述が知られている。アレクサンドロス・ポリュヒストルはメソポタミアについての情報をベロッソスに大きく依存していた。この洪水神話における興味深い特徴は、ギリシア式解釈としてシュメールの神エンキがゼウスの父に当たるギリシアの神、クロノスと同一視されているという点がある。また、クシストロスが建造した葦船が少なくともベロッソスの時代まではアルメニアの「コリュレキアン山脈」に残されていたとも主張されている。クシストロスはアルダテスの息子であり、王として18サロイの間統治したと記録されている。1サロス(アッカド語ではshar)は3600であるため、18サロイは64800年と訳すことが出来る。サロイ、またはサロスは29.5日にあたる222太陰月、または17.93太陽年に相当する18.5太陰年として定義される占星術用語である。

### その他の出典
ジウスドラはギルガメシュの死 や初期支配者の詩、シュルッパクの教訓の後の版などを含むメソポタミアにおける古代文学でも言及されている。